# Солоневич Лук'ян Михайлович
Солоневич Лук'ян Михайлович (біл. Лук’ян Міхайлавіч Саланевіч; 8 (20) жовтня 1884, Новосьолки, Гродненська губернія — 25 травня 1938, Єнісейськ, Красноярський край) — білоруський та російський журналіст і видавець, історик, громадський діяч, належав до «західнорусизму». Батько громадських діячів та письменників Івана та Бориса Солоневичів.

## Біографія
Лук'ян Солоневич народився у родини бідного сільського білоруського священника. З юності був змушений заробляти гроші на важких сільських роботах, зокрема свинопасом, потім вступив до педагогічного училища у Свіслочі. По його закінченні працював вчителем у сільських школах. Водночас, починає писати на історичні теми у місцеві газети, згодом переїжджає до Гродно. Саме у той час він починає збирати матеріали для історичного нарису «Історія Гродненської губернії». Спочатку планована як ювілейне видання до століття губернії, книга вийшла за межи нарису, та стала цілісним вираженням поглядів самого Солоневіча — близьких до поглядів відомого білоруського історика Михайла Кояловича. Він вважав білорусів гілкою давньоруської народності, що після Люблінської унії пережили важкий період полонізації та примусового накинення католицизму. Історичним шляхом Білорусі Солоневич вважав подолання наслідків полонізації та політичне буття у рамках єдиної Російської держави, зі збереженням власної самобутності. Книга відразу набула резонансу та викликала численні дискусії, а діяльність Солоневича була помічена істориками та політиками.
У 1905 році Борис Солоневич зайняв посаду редактора «Гродненьских губернских ведомостей», а потім здійснив спробу видавати власну газету «Білоруське життя». Спроба не вдалася через брак коштів, але вже в 1911 році за допомогою Столипіна Солоневич з кількома однодумцями починає видавати газету «Северо-Западная жизнь». Водночас він продовжує історичні дослідження, в 1912 році засновує разом з братами «Білоруську історичну бібліотеку».

## Після революції
Громадська діяльність Бориса Солоневича була припинена після революції 1917 року. Пропаганда його поглядів була заборонена новою владою, рятуючись від голоду та переслідувань він залишив Білорусь, деякий час проживав у Криму, потім на Кавказі та Кубані. Вперше його було заарештовано у 1935 році, головним «доказом» вини була антирадянська діяльність двох його дітей — Івана та Бориса. Лук'ян Солоневич був засланий на спецпоселення у Північно-Єнісейський район Красноярського краю, у лютому 1938-го заарештований в другий раз та засуджений «трійкою» НКВС до розстрілу.
Лук'яна Солоневича було розстріляно у травні 1938 року, крім того були розстріляні його син Євген та невістка Ірина Перлінгер (дружина Бориса Солоневича).